# Скегина, Клара Матвеевна
Клара Матвеевна Скегина (2 августа 1937, Тула — 2007) — советская и израильская шахматистка, мастер спорта СССР (1964), международный мастер (1971). 
Чемпионка Тульской области (1953), чемпионка БССР (1956), 3-кратная чемпионка РСФСР (1959, 1961, 1963). Участница 6 чемпионатов СССР (1963—1971), лучший результат — 2-4-е место (1967). Лучшие результаты в международных соревнованиях: Петрозаводск (1966) — 4-е; Тбилиси (1967 и 1968) — 4-5-е; Ленинград (1972) — 7-е; Сочи (1982) — 5-7-е места. С начала 1990-х гг. жила в Израиле.

## Изменения рейтинга
| Графики недоступны из-за технических проблем. См. информацию на Фабрикаторе и на mediawiki.org. |